# کنتچرچ
کنتچرچ (به انگلیسی: Kentchurch) یک روستا و محله مدنی در بریتانیا است که در هرفوردشر واقع شده‌است. کنتچرچ ۲۵۷ نفر جمعیت دارد.